# Titanic II
Titanic II este un pachebot aflat în construcție, care va fi o copie a faimosului vas RMS Titanic. Proiectul a fost anunțat de către miliardarul australian  Clive Palmer în aprilie 2012, ca navă amiral a companiei de croazieră Blue Star Line. Inițial, data lansării a fost stabilită în 2016, cu plecarea navei din Southampton spre New York în același an. Cu toate acestea viitorul proiectului este incert, cea mai recentă estimare a datei de finalizare a lui fiind 2022. În septembrie 2022, un website financiar londonez a contactat compania Blue Star întrebând de starea proiectului, dar nu a primit răspuns.